# Биренбойм, Яков Абрамович
Яков Абрамович Биренбойм (1908—1943), участник Великой Отечественной войны, командир 15-го гвардейского воздушно-десантного полка 4-й гвардейской воздушно-десантной дивизии 60-й армии Воронежского фронта,
Герой Советского Союза,
гвардии подполковник.

## Биография
Родился в г. Житомир в семье рабочего. Еврей. Член КПСС с 1930. Окончил школу рабочей молодёжи, работал столяром. В РККА призван в 1930. В 1934 окончил Военно-политическую школу.
С началом Великой Отечественной войны на фронте. Полк под его командой 1.10.43 форсировал Днепр в р-не с. Домантово (Чернобыльский р-н Киевской обл.), с ходу вступил в бой, овладел сёлами Губин и Дитятки, расширил плацдарм на правом берегу реки. 6.10.1943 был тяжело ранен и умер.

## Награды
Указом Президиума Верховного Совета СССР от 17 октября 1943 года за умелое командование полком, расширение плацдарма на Днепре и проявленные при этом смелость и мужество гвардии подполковнику Биренбойму Якову Абрамовичу посмертно присвоено звание Героя Советского Союза.
Награждён орденом Ленина, орденами Красного Знамени, Красной Звезды, медалями.

## Память
Похоронен в г. Остёр Черниговской области. В парке города Чернобыля в память о Герое установлена мемориальная доска.